# Anne-Sophie von Bomhard
Anne-Sophie von Bomhard, geborene Anne-Sophie Goddio (* 12. November 1943) ist eine französische Ärztin und Ägyptologin. Die Schwester des Unterwasserarchäologen Franck Goddio untersuchte als Ägyptologin die von diesem in der versunkenen Stadt Thonis-Herakleion gemachten Funde und trug so erheblich zu deren Identifizierung bei.

## Leben
Anne-Sophie Goddio studierte zunächst Medizin, erhielt 1976 ihr Diplom in Allgemein-Chirurgie, promovierte 1977 und wurde Doktor der Plastischen Chirurgie. Sie war langjährige Fachärztin sowie Klinikleiterin am Hôpitaux de Paris. Ihre persönliche Leidenschaft galt zugleich jedoch auch der Ägyptologie und hier erzielte sie beachtliche wissenschaftliche Ergebnisse.
Anne-Sophie von Bomhard besuchte neben ihrer Berufstätigkeit die École pratique des hautes études und hörte bei Dimitri Meeks und Jean Yoyotte. In den Jahren 1992 bis 1996 besuchte sie am Collège de France zudem die von Jean Yoyotte geleiteten Seminare zur ägyptischen Spätzeit. Nach dessen Pensionierung im Jahre 1997 gewann sie Yoyotte dafür, sich mit seiner wissenschaftlichen Expertise an der damals erfolgten Entdeckung der versunkenen Hafenstadt Thonis-Herakleion zu beteiligen. 1998 schloss von Bomhard ihre ägyptologischen Studien an der École pratique des hautes Études mit einer Diplomarbeit über den Papyrus Wilbour ab. Ihre Ergebnisse zur Paläographie dieses Papyrus aus der Zeit Ramses V. fanden bei Hans-Werner Fischer-Elfert hohe Anerkennung. Im darauffolgenden Jahr veröffentlichte sie sodann eine Abhandlung über das ägyptische Kalendarium. Hierbei hatte sie vornehmlich auf Arbeiten von Erik Hornung und Jean Yoyotte zurückgegriffen und mit Alicia Maravelia eine griechische Fachkollegin kennengelernt, mit welcher sie seither befreundet blieb. Durch ihre Arbeit über den ägyptischen Kalender wurde sie zudem mit Sylvie Cauville bekannt. 2004 referierte von Bomhard ihre Ergebnisse zu diesem Thema auf dem in Grenoble abgehaltenen 9. Internationalen Ägyptologenkongress.
Seit ihrem Ausscheiden aus dem medizinischen Gesundheitswesen befasste sich von Bomhard ab 2005 dann verstärkt mit der wissenschaftlichen Auswertung jener Funde, welche ihr Bruder, der Unterwasserarchäologe Franck Goddio, im Zuge seiner Entdeckung der Stadt Thônis-Herakleion gemacht hatte. Zunächst verfasste sie diesbezüglich eine Monographie über den Naos der Dekaden. Auf vier von seinen Fragmenten, welche im östlichen Kanopos gefunden wurden, entdeckte von Bomhard eine in 20 Kolumnen abgefasste Kosmogonie, welche in ihrer Art bis dahin unbekannt war. Dadurch gewann dieser ohnehin wertvolle Schrein für die Ägyptologie eine überaus große Bedeutung.
Als Nächstes wandte sich von Bomhard einem Objekt zu, welches ihr Bruder bereits im Jahre 2001 in der versunkenen Hafenstadt Thonis-Herakleion entdeckt hatte. Es handelte sich um eine aus schwarzem Diorit gefertigte Stele, welche direkt nach ihrer Entdeckung zunächst einmal durch Jean Yoyotte veröffentlicht worden war. Von Bomhard vertiefte die inhaltlichen Studien zu dieser erstmals von Yoyotte untersuchten Herakleion-Stele und nahm eine umfassende Textanalyse vor. Im Zuge dessen verglich sie das auf der Stele von Thonis-Herakleion gesetzte Dekret mit dem Inhalt eines zweiten, ebenfalls von dem Pharao Nektanebos I. (380–362 v. Chr.), aber auf der Stele von Naukratis gesetzten Dekrets. Mit größter Sorgfalt widmeten sich von Bomhard sowie Brigitte Vallée und Amélie l'Amoulen diesen Inschriften und zeigten dabei die gegenseitigen, textuellen Bezüge und Verweise dieser Dekrete, sowie die Besonderheiten ihrer Glyphik und kontextuellen Hintergründe auf. Der durch von Bomhard vorgenommene orthographische Abgleich beider Stelen und ihr synoptischer Überblick ist sehr gründlich und zuverlässig. Mit dieser Arbeit zum Dekret von Sais setzte von Bomhard neue Standards und verifizierte das 2001 von Yoyotte erzielte Ergebnis, wonach die am Fundort Thonis-Herakleion entdeckte Stele den Namen eben dieser Stadt als den Ort ihrer Aufstellung nennt und diese dadurch bezeugt. Damit war die durch Franck Goddio erfolgte Entdeckung der lange gesuchten, untergegangenen Hafenstadt Thonis-Herakleion endgültig bewiesen.
Im Rahmen ihrer Abhandlung über die theologische Verteidigung des kanopischen Tores untersuchte von Bomhard sodann eine bemerkenswerte Bandbreite von mit Inschriften besetzten bronzenen Objekten, welche in der Abbruchschicht eines Tempels von Thonis-Herakleion gefunden wurden. Aus dieser Untersuchung ging schließlich eine weitere Abhandlung hervor, in welcher sie, gemeinsam mit ihrem Bruder Franck Goddio, sämtliche bronzenen Plaketten des Fundortes, welche den Namen eines ägyptischen Pharaonen trugen, chronologisch anordnete. Anhand dieser Anordnung konnte sehr sicher datiert werden, wann sich der Hafen von Thonis-Herakleion in Nutzung befunden haben muss. Demnach wird der Hafen von Thonis-Herakleion bereits in der Zeit der Pharaonen Psammetich I. (664–610 v. Chr.) und Necho II. (610–595 v. Chr.) in voller Blüte gestanden haben. Seine Anfänge vermuten Goddio und von Bomhard, wie auch bereits Yoyotte, daher im ausgehenden 8. Jahrhundert v. Chr.
Unter ihren vorerst letzten Veröffentlichungen findet sich ein Katalog zu den ägyptischen Dekanaten. Die Auswahl der in diesen Katalog aufgenommenen Schriften zu den Dekanen erfolgte anhand ihrer Bedeutung und nicht etwa ihrer orthographischen Vorbildlichkeit. Auch hier korrigierte die Ägyptologin von Bomhard die mitunter zunehmend fehlerhafte Schreibweise der Kopisten in sehr routinierter Weise. Die Abhandlung erschien in der Reihe Égypte Nilotique et Méditerrannéenne, welche an der Universität Montpellier ediert wird.